# جیرنده (قزوین)
جیرنده یک منطقهٔ مسکونی در ایران است که در دهستان الموت پائین واقع شده‌است. جیرنده ۲۲ نفر جمعیت دارد.